# Monument aux victimes de l'Opéra-Comique
Le monument aux victimes de l'Opéra-Comique est une sépulture située au cimetière du Père-Lachaise. Le monument a été élevé par la ville de Paris pour les victimes non identifiées de l'incendie du 25 mai 1887 qui a ravagé les locaux du Théâtre national de l'Opéra-Comique.

## Historique

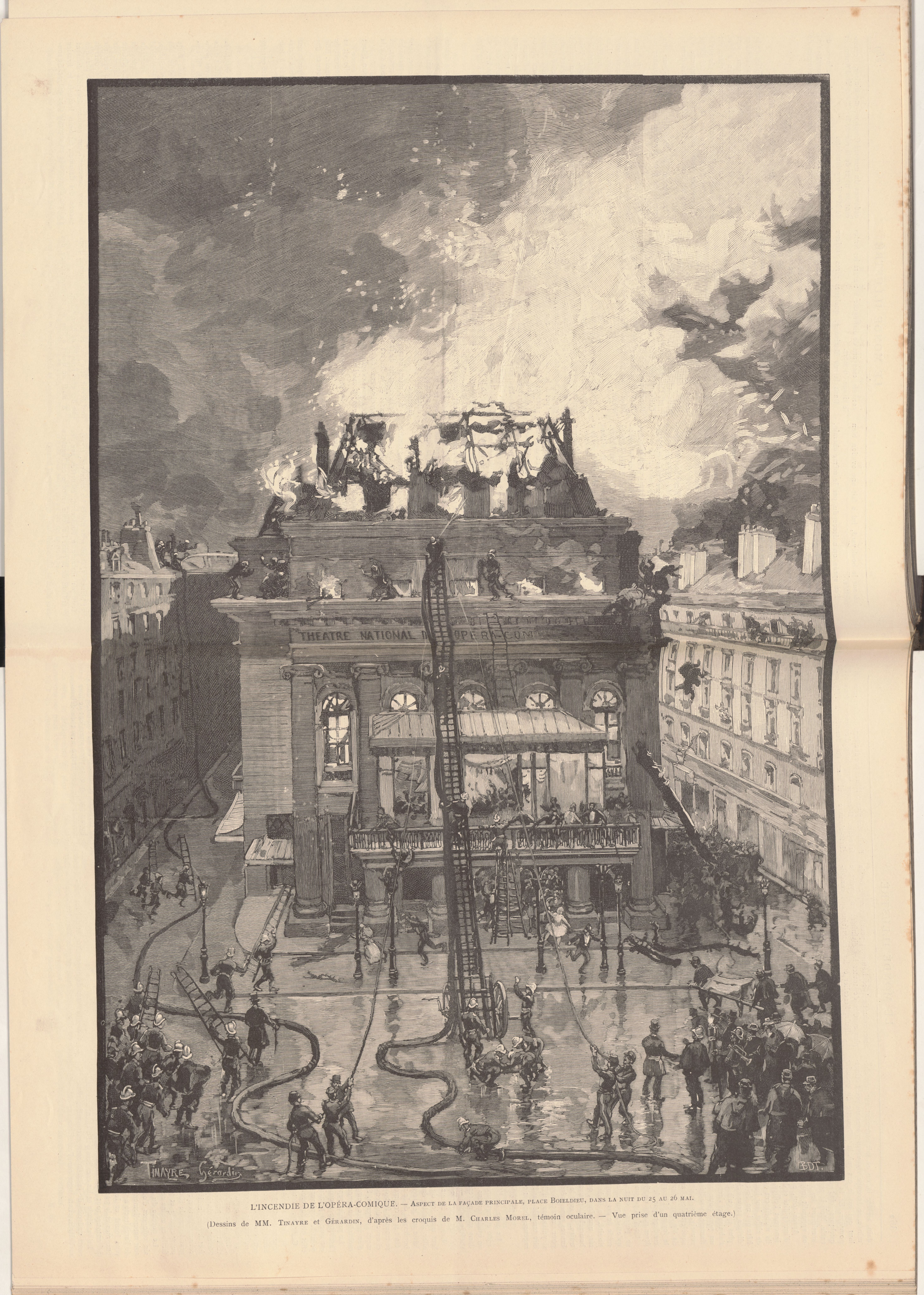
Incendie de l'Opéra-Comique dans la nuit du 25 au 26 mai 1887.

Le 25 mai 1887 à 21 heures, un incendie détruit de nouveau la salle du théâtre national de l'Opéra-Comique pendant la représentation du premier acte de Mignon. Cet incendie, provoqué par une défectuosité de l'éclairage au gaz de la herse située au-dessus de la scène, coûte la vie à quatre-vingt-quatre personnes, dont quatre danseurs, deux choristes, quatre habilleuses, quatre ouvreuses, et met au chômage tout le personnel. Le gouvernement paye une indemnité aux victimes et un concert est donné au bénéfice des employés de l'Opéra-Comique, qui s'installe provisoirement au théâtre des Nations (actuel théâtre de la Ville), place du Châtelet.
Le 30 mai 1887, vingt-deux dépouilles (dont douze corps non identifiés, à l'époque désignés sous l'appellation « non reconnus »), sont inhumées au cimetière du Père-Lachaise. Le Petit Parisien décrit dans son numéro du 11 septembre 1887 les tombes :

« Dans une visite que nous avons faite hier au cimetière du Père-Lachaise, nous avons constaté que l'aspect de l'endroit où sont inhumées les vingt-deux victimes de l'incendie de l'Opéra-Comique était profondément mélancolique en raison du manque d'entretien.
Du côté des « morts non reconnus » qui sont simplement désignés, on se le rappelle sans doute, par un numéro d'ordre inscrit sur la croix, nous remarquons au numéro 347 une couronne funéraire portant ces mots : « À notre mère ». Au pied de la croix, deux vases de fleurs apportés récemment. Peut-être la famille de cette morte anonyme a-t-elle pu la reconnaître en s'aidant des renseignements conservés au greffe de la Morgue.
Deux autres tombes inconnues, les numéros 352 et 365, ont reçu, récemment aussi, des couronnes blanches.
Quant au restant des sépultures numérotées, rien de plus triste : la terre nue, quelques herbes folles, et c'est tout.
Du côté des victimes dont l'identité a été établie et dont les noms sont encore visibles, il n'y a pas grande différence quant à l'entretien des tombes.
Il faut excepter cependant les sépultures de Mlle Ferri, l'une des danseuses, couverte de fleurs et de couronnes, et où l'on remarque la photographie de la pauvre jeune femme ; de M. Tierce, le courageux sauveteur ; de M. Monin, de Mme Rose Varnout et de M. Maquaire.
Dans l'enclos où repose Mme veuve Barbe se voit une couronne avec cette inscription touchante : « À notre mère, pour sa fête ».
Tel est, en peu de mots, l'aspect de ce coin de terre sur lequel tant de larmes coulaient il y a trois mois. »

Un mois après la catastrophe, la ville de Paris adopte une délibération pour les victimes de la catastrophe de l'Opéra-Comique. La délibération du conseil municipal du 24 juin 1887 approuvée par arrêté préfectoral du 25 août 1887 consiste en dix concessions perpétuelles de deux mètres et une concession de trois mètres pour les victimes non-reconnues,.
Le marché public est attribué en septembre et la construction du monument est terminée en janvier 1888.
Le 12 mars 1888, les corps de dix victimes non reconnues sont exhumés et placés dans le caveau,. Une dépouille est transférée à Levallois-Perret et une autre à Neuchâtel.
Pour le premier anniversaire de la catastrophe, Le Petit Parisien décrit à nouveau les lieux :

« À l'occasion du premier anniversaire de l'épouvantable catastrophe, de nombreuses personnes se sont rendues au cimetière du Père-Lachaise afin de donner un souvenir à celles des victimes dont les restes reposent dans la grande nécropole parisienne.
Le modeste monument élevé par la Ville de Paris aux victimes non reconnues était littéralement surchargé de couronnes et de fleurs ; beaucoup d'inscriptions émouvantes : « À nos amis », « Aux victimes », « Souvenir de deuil », etc.
Les abords du monument avaient été soigneusement sablés afin que les visiteurs y puissent accéder facilement ; la précaution n'était pas inutile, car le petit édifice commémoratif est à la limite d'un grand terrain, non occupé encore, de la 96e division, et profondément raviné.
Les tombes des victimes reconnues font suite au mausolée officiel. Elles sont dans un état d'entretien parfait. Il y a cependant des différences notables dans l'aspect de quelques-unes d'entre elles.
La sépulture de M. Maquaire vient en premier : elle est toute fleurie et garnie de couronnes de perles nouvellement déposées.
À côté, la tombe de Marie Tourtois, avec entourage blanc ; puis, celle de Joséphine Lesceurre, recouverte d'une double stèle et ornée de fleurs et de couronnes blanches.
Les tombes de M. Jean Jeannin, de Mme Rose Varnout, de M. Tierce et de Mlle Ferri offrent le spectacle émouvant de nombreux et récents témoignages de sympathique regret, symbolisés par des magnifiques couronnes de perles noires et blanches.
Enfin, et c'est, pour finir, une lugubre impression, une pauvre tombe sur laquelle ne s'élève aucune croix, ne se lit aucun nom, et, en dernier, la sépulture de M. Bertheau, que nulle fleur et nulle verdure ne signalent à l'attention. »

## Localisation
Le monument est érigé dans la 96e division du cimetière du Père-Lachaise, sur le chemin d'intersection de la division situé entre les avenues transversales 2 et 3.

## Caractéristiques

### Monument

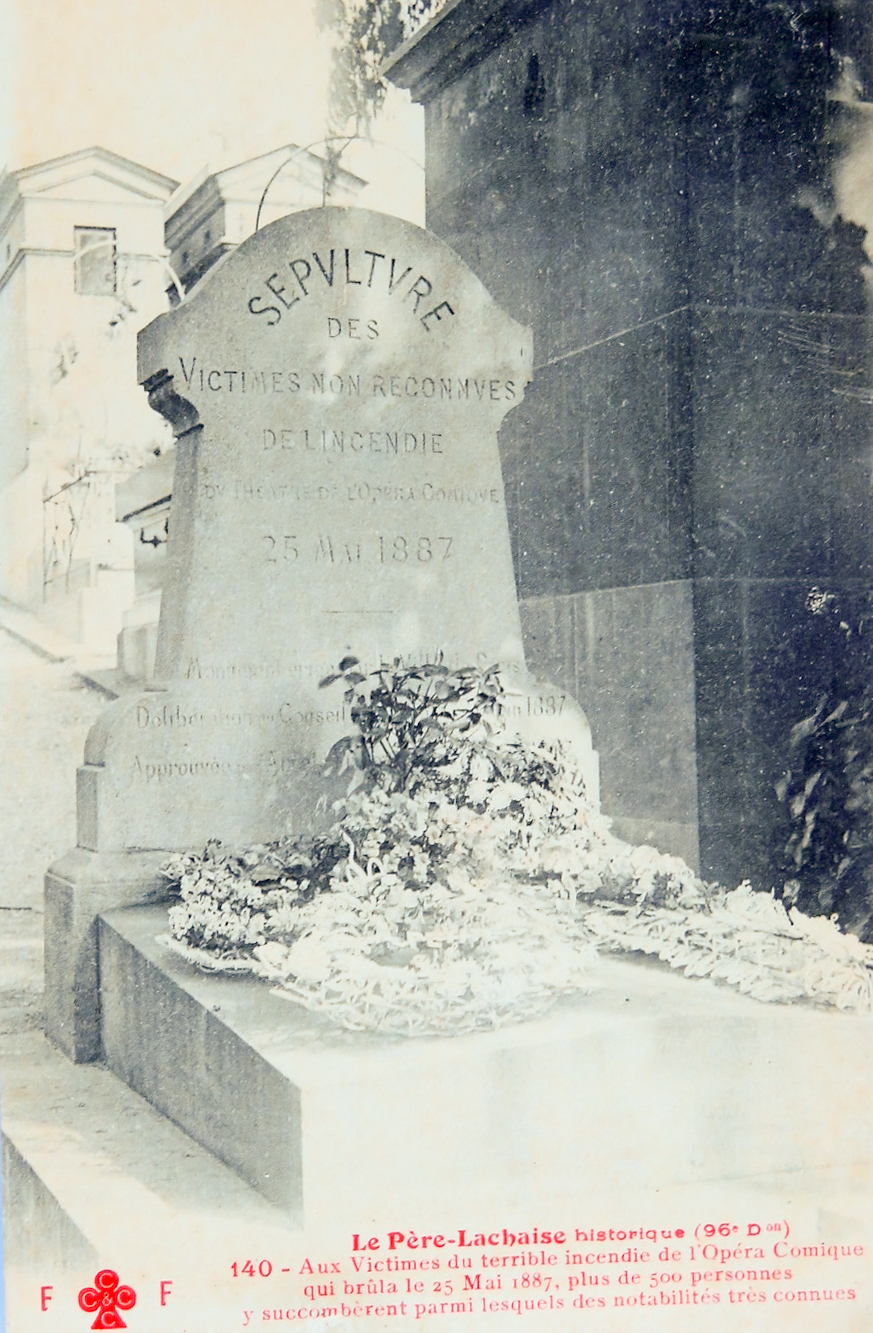
Monument pour les victimes non reconnues.

Le caveau de douze cases est surmonté d'un monument en pierre de Lorraine d'une grande simplicité consistant en une pierre tombale à double pente et une stèle sur laquelle est gravée sur la face antérieure l'inscription suivante, :

« Sépulture des victimes non reconnues de l'incendie du théâtre de l'Opéra-Comique
25 mai 1887
Monument érigé par la Ville de Paris
Délibération du conseil municipal du 24 juin 1887
Approuvée par arrêté préfectoral du 25 août 1887. »

À côté, se trouvent les dix concessions accordées par la Ville pour les corps reconnus mais non réclamés.

### Sépulture

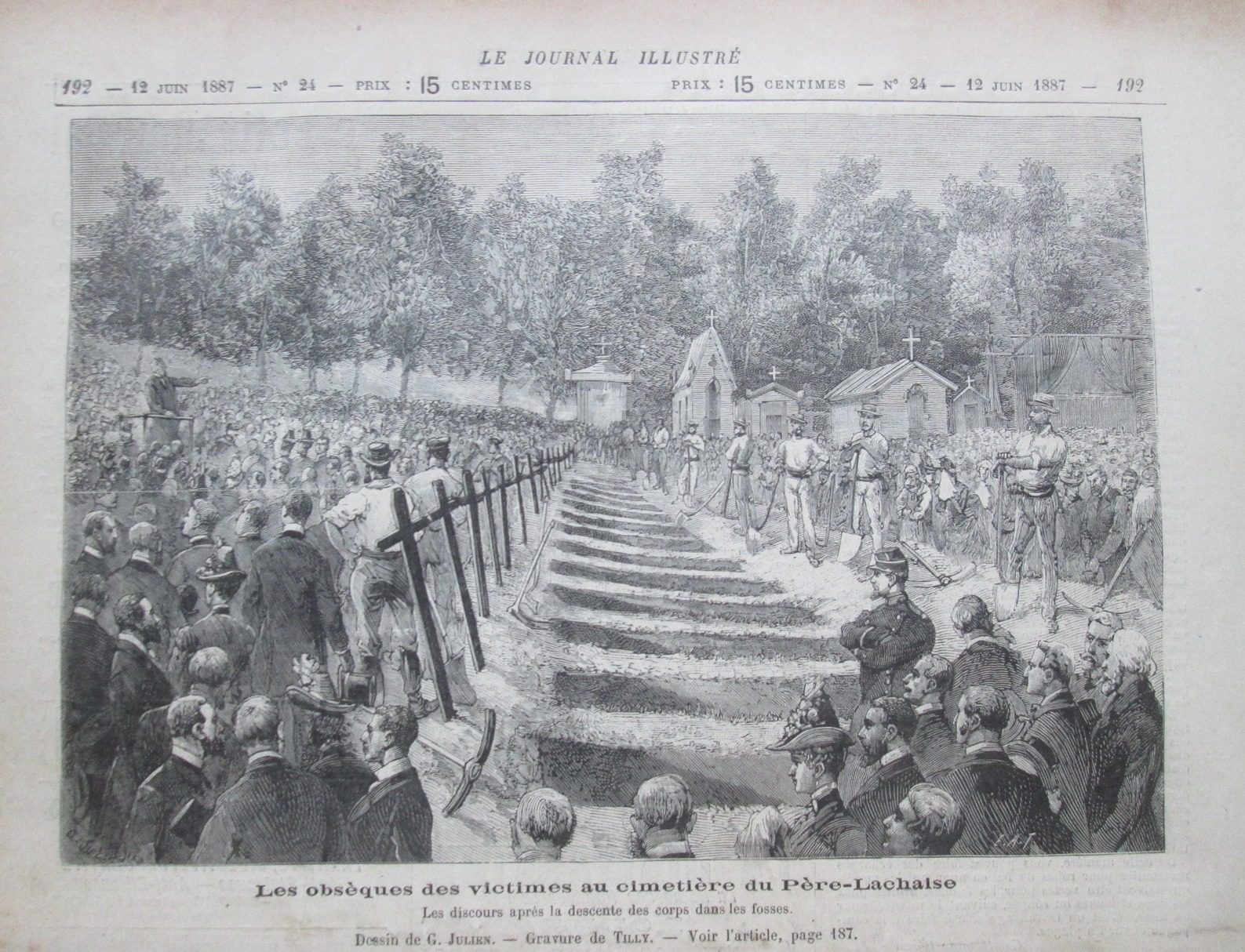
Obsèques des victimes le 30 mai 1887.

Le caveau du monument aux victimes non reconnues contient dix corps. Dix autres personnes identifiées mais dont la dépouille n'a pas été réclamée sont inhumées à côté du monument :
1. Constant-Victor Berteaux, habilleur ;
2. Emilia Ferri, danseuse ;
3. Julienne-Henriette Gillet, danseuse ;
4. Jean-Léonce Jeannin, habilleur ;
5. Joséphine-Antoinette Lescure, ballerine ;
6. Louis-Adolphe Maquaire dit Charbonnet, choriste ;
7. Lazare-Charles Monin, habilleur ;
8. Octave-Jean-Baptiste Tierce, choriste ;
9. Marie-Blanche-Charlotte Tourtois ;
10. Rose Varnout née Huson danseuse, femme du chef machiniste.